# Економічні мігранти

Економі́чні бі́женці — особи, що шукають статусу біженців в іншій країні винятково з економічних причин, а не з причин релігійної, політичної чи іншої дискримінації.
Економічним біженцям не надається статусу біженця, як також його не надається солдатам та особам, що здійснили воєнний злочин або злочин проти людства чи інший важкий злочин неполітичного характеру.
Оскільки світова спільнота не визнає біженців з економічних причин, то й, фактично, не існує юридичного визначення економічного біженця. Оскільки в поняття «біженець» входить особа, що уникає переслідування і, отже, немає жодного вибору як утікати, а вбогість — це не те саме, що переслідування, тому й прикметник «економічний» не сумісний з означенням «біженець». З цієї причини більшість погоджується робити різницю між біженцями та мігрантами і називати таких особі «економічними мігрантами».